# Augusto Aras
Antônio Augusto Brandão de Aras ComMA • GOMN (Salvador, 4 de dezembro de 1958) é um jurista brasileiro. Foi o procurador-geral da República de 2019 a 2023. É professor da Faculdade de Direito da Universidade de Brasília e advogado.
Membro do Ministério Público Federal desde 1987, foi indicado pelo então presidente da República Jair Bolsonaro, em 5 de setembro de 2019, para o cargo de procurador-geral, embora não fosse um dos nomes integrantes da lista tríplice votada por membros da instituição. Aprovado pelo Senado Federal com 68 votos favoráveis e 10 contrários, Aras tomou posse como procurador-geral em 26 de setembro de 2019. No dia 24 de agosto de 2021, o Senado Federal aprovou a sua recondução para mais um biênio, por 55 votos a favor, 10 contrários e 1 abstenção.
Sua gestão como procurador-geral foi apontada pela imprensa e por membros do Ministério Público como omissa e excessivamente alinhada ao presidente Jair Bolsonaro, o que Aras negou. Por outro lado, sua gestão foi defendida pelos ministros do Supremo Tribunal Federal Gilmar Mendes e Dias Toffoli. Em 2024, o jornalista Luís Costa Pinto publicou um livro sobre Aras, no qual afirma que a atuação do procurador-geral foi relevante para desarticular a tentativa de golpe de Estado que vinha sendo planejada no final do governo Bolsonaro.
É filho do político Roque Aras.

## Biografia

### Formação e academia
Augusto Aras, filho do ex-deputado federal Roque Aras, nasceu em Salvador e cresceu na cidade de Feira de Santana, ambas localizadas no estado da Bahia.
É bacharel em Direito pela Universidade Católica do Salvador (1981), mestre em Direito Econômico pela Universidade Federal da Bahia (2000) e doutor em Direito Constitucional pela Pontifícia Universidade Católica de São Paulo (2005).
É professor da Faculdade de Direito da UFBA desde 1989, professor adjunto de Direito Comercial e de Direito Eleitoral da Faculdade de Direito da Universidade de Brasília (UnB) e professor da Escola Superior do Ministério Público da União (ESMPU) desde 2002.
É autor de livros e artigos, tais como "As candidaturas avulsas à luz da Carta de 88" e "Fidelidade Partidária. Efetividade e Aplicabilidade". Escreve sobre Direito Econômico, Constitucional e Eleitoral.

### Carreira pregressa
Aras exerceu os cargos de auditor jurídico do Tribunal de Contas do Estado da Bahia, procurador do Instituto Nacional de Previdência Social e procurador da Fazenda Nacional.
Ingressou no Ministério Público Federal como procurador da República em 1987. Foi procurador regional eleitoral na Bahia (1991-1993). Atuou na Câmara de Direitos Sociais e Fiscalização de Atos Administrativos em Geral (1993-1995), Câmara Criminal (2011-2012) e Câmara do Consumidor e Ordem Econômica (2008-2014), sendo ainda representante do MPF no CADE, entre 2008 e 2010. Foi promovido a subprocurador-geral da República em 2011.
Integrou comissão de juristas constituída para a elaboração do projeto de lei da nova Ação Civil Pública e participou da comissão de juristas constituída por membros da Universidade de Brasília, Senado, Câmara Federal e Conselho Federal da Ordem dos Advogados do Brasil (OAB) para os estudos destinados à Reforma Eleitoral (2009).

### Procurador-Geral da República

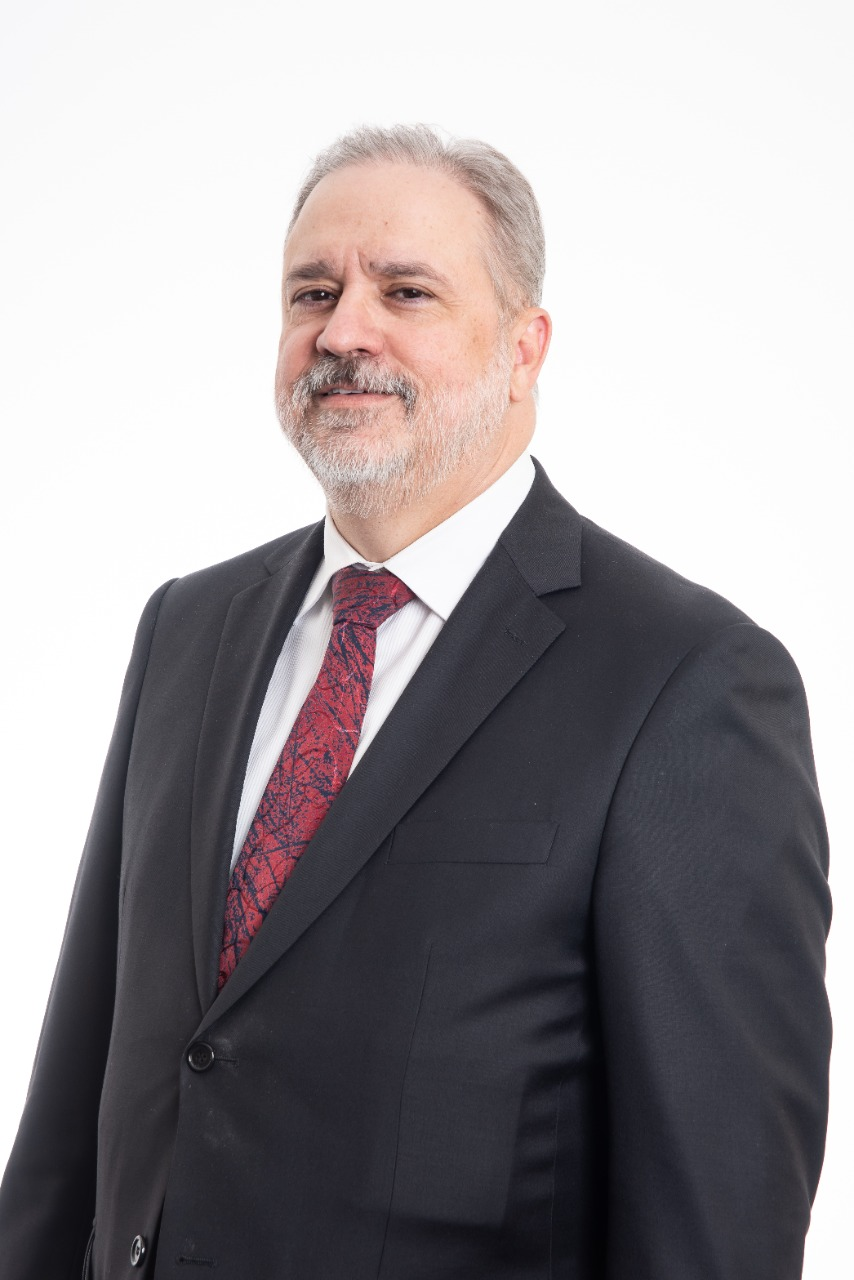
Antônio Augusto Brandão de Aras, Procurador-geral da República

Aras foi indicado pelo presidente da República, Jair Bolsonaro, para o cargo de Procurador-Geral da República em 5 de setembro de 2019. A indicação foi a primeira desde 2003 a não escolher um dos nomes da lista tríplice da Associação Nacional dos Procuradores da República, com os candidatos mais votados pela categoria.
Foi apontado pela imprensa como "conservador" e "o mais alinhado ideologicamente com Bolsonaro dentre os candidatos ao cargo", tendo se colocado como favorável à agenda de reformas do governo e recebido o apoio do ministro Tarcísio de Freitas, do deputado federal Alberto Fraga (DEM) e dos filhos do presidente da República.
Foi aprovado pela CCJ do Senado por 23 votos a 3 e pelo plenário por 68 votos a 10, no dia 25 de setembro de 2019, sendo publicada no mesmo dia sua nomeação no Diário Oficial da União. Tomou posse como procurador-geral da República em 26 de setembro de 2019. Sendo assinada a sua nomeação em 1 de outubro de 2019. Em maio de 2020, foi condecorado pelo presidente Bolsonaro com a Ordem do Mérito Naval no grau de Grande Oficial.
Em janeiro de 2021, o Conselho Superior do Ministério Público Federal (CSMPF) e a diretoria da Associação Nacional dos Procuradores da República (ANPR) cobraram o posicionamento de Augusto Aras, após o mesmo ter divulgado uma nota sinalizando que o Ministério Público iria se omitir em relação as irregularidades da pandemia de Covid-19 no Brasil.
Em julho de 2021, Aras foi apontado pela cúpula do Ministério Público Federal e pela imprensa como omisso em relação aos ataques feitos por Jair Bolsonaro às eleições e ao presidente do Tribunal Superior Eleitoral, ministro Luís Roberto Barroso, após Bolsonaro afirmar que, sem a adoção de voto impresso, as eleições de 2022 poderiam não serem realizadas, além de gravar vídeos divulgando informações falsas sobre o sistema eleitoral. Diante da falta de iniciativa do procurador-geral, o próprio Tribunal Superior Eleitoral instaurou inquérito administrativo para apurar a possível ocorrência de abuso de poder político, propaganda extemporânea, fraude e outras condutas vedadas pela legislação eleitoral.
Em 21 de julho de 2022, Augusto Aras concede entrevista a imprensa estrangeira e afirma que quem for eleito em 2022, será empossado. Além, de reafirmar sua confiança nas urnas eletrônicas e no sistema eleitoral brasileiro
Em 24 de agosto de 2021, o Senado Federal aprovou, com 55 votos favoráveis e 10 contrários, a recondução de Aras para o cargo de procurador-geral da República por mais um biênio.
Em agosto de 2021, um grupo de 27 subprocuradores-gerais divulgou uma nota em defesa da democracia, da urna eletrônica e também cobrou ação de Augusto Aras. Na ocasião, o presidente Jair Bolsonaro direcionou ataques ao modelo de eleição com urna eletrônica. No mesmo mês, um grupo de subprocuradores aposentados, incluindo o ex-procurador-geral Claudio Fonteles e o ex-advogado-geral da União Álvaro Augusto Ribeiro Costa, oficiou ao Conselho Superior do Ministério Público pedindo a abertura de investigação contra Aras por deixar de praticar, ou retardar, a prática de atos funcionais para favorecer o presidente da República ou pessoas do entorno deste. Em setembro de 2022, em entrevista à GZH e Rádio Gaúcha,da RBS, o jurista rebateu os apontamentos acerca das das supostas omissões, ressaltando o fato que autorizou mais de 400 investigações contra pessoas com prerrogativa de foro.
Em 2 de agosto de 2022,  durante a sessão de abertura do semestre no Tribunal Superior Eleitoral, Augusto Aras fez pronunciamento reafirmando o compromisso do Ministério Público com a defesa da Constituição e da democracia brasileira por meio de eleições transparentes, seguras e limpas.
Em julho de 2022, Aras foi ao Amazonas acompanhar a investigação dos assassinatos do indigenista Bruno Pereira e do jornalista Dom Phillips. Diante da crescente violência na região,  Augusto Aras anuncia a reestruturação do Ministério Público Federal na região da tríplice fronteira norte.
Seu mandato encerrou-se no dia 26 de setembro de 2023.

### Advocacia
Em razão de ter ingressado no Ministério Público Federal antes da promulgação da Constituição de 1988, Aras não tem impedimento de conciliar o exercício do cargo de procurador da República com a advocacia privada. Atuou em seu próprio escritório, Aras e Advogados Associados, até 2010.
Em 2024, retornou à advocacia, sendo contratado pelo escritório Tauil & Chequer, especializado em direito empresarial.

## Vida pessoal
Em 1992, casou-se com Maria das Mercês de Castro Gordilho Aras, também subprocuradora-geral da República. Tem dois filhos e três enteadas.

## Prêmios e Títulos
- Ordem do Mérito Judiciário Militar, Ministério do Exército (2016).[55]
- Ordem do Mérito Aeronáutico, Ministério da Aeronáutica (2016).[56]
- Ordem do Mérito Naval, Governo do Brasil (2020).[36][37]
- Medalha do Mérito Policial-Militar. Selo azul[57]
- Medalha Cruz da Ordem[58]
- Medalha de Pacificador do Exército[59]
- Medalha dos 70 anos da Federação do Comércio de Bens, Serviços e Turismo do Estado da Bahia[60]
- Medalha do Mérito Policial Cruz da Ordem[61]
- Diploma do Mérito Eleitoral, Tribunal Regional Eleitoral do Distrito Federal (2011)[62]
- Medalha Tomé de Soua, Câmara Municipal da Cidade de Salvador (2015)[63]
- Ordem do Mérito da Advocacia-Geral da União (Grã-Cruz), Advocacia-Geral da União. (2020)[64]
- Medalha do Mérito Acadêmico, Escola Superior da Magistratura do Amazonas. (2020)[65]
- Medalha de Alta Distinção Ministro Célio Silva, Colégio Permanente de Juristas da Justiça Eleitoral. (2020)[66]
- Ordem do Mérito Judiciário do Trabalho. (2021)[67]
- Medalha Washington Luís, Polícia Rodoviária Federal. (2021)[68]
- Ordem de Rio Branco (Grã-Cruz), Governo do Brasil. (2021)[69]
- Medalha Comemorativa dos 80 anos da Justiça do Trabalho, Tribunal Superior do Trabalho. (2022)[70]
- Medalhão do Centenário do MPM, Ministério Público Militar (2022)[71]

## Publicações
Livros e capítulos
- Fidelidade Partidária: A Perda do Mandato Parlamentar. São Paulo: Lumen Juris, 2006.[72]
- Fidelidade e Ditadura (Intra) Partidárias. São Paulo: Edipro, 2010.[73]
- Fidelidade Partidária: Efetividade e Aplicabilidade. Rio de Janeiro: GZ Editora, 2016.[74]
- As Candidaturas Avulsas à luz da Carta de 88. Brasília, 2018.[30]
- As ondas evolutivas do Ministério Público, capítulo do livro Democracia, justiça e cidadania: Desafios e Perspectivas Homenagem ao Ministro Luís Roberto Barroso, Belo Horizonte, Fórum, 2020, em co-autoria com Carlos Vinícius Alves Ribeiro, Membro Auxiliar da Presidência do Conselho Nacional do Ministério Público e Secretário de Planejamento e Projetos da Escola Superior do Ministério Público da União.[75]

Artigos
- O único partido do Ministério Público é a Constituição?. REVISTA JUSTIÇA & CIDADANIA[76]

- Considerações Gerais das Ações da Fidelidade Partidária. Populus, v. 1, p. 25-46, 2015[77]

Artigos em Jornais e Revistas
- O Ministério Público está ao lado da Lei[78]
- Não podemos tratar o presidente de uma forma grosseira.[79]
- PGR diz que estuda modelo para compartilhar dados da Lava Jato no Ministério Público Federal[80]
- Aras quer compartilhar dados da Lava-Jato com procuradores de todo o Brasil.[81]
- Aras nega que esteja blindando Bolsonaro de ser investigado.[82]
- Inquérito dos atos antidemocráticos freou onda extremista.[80]
- O homem mais poderoso do país hoje. TV Globo - Conversa Com Bial[83]
- Investigadores não veem até agora crime de Bolsonaro em substituições na PF.[84]
- Augusto Aras e Luiz Henrique Mandetta falam sobre enfrentamento à pandemia de coronavírus.[85]
- Estamos iniciando processo de estresse no sistema de saúde.[86]
- TSE não pode avançar nas atribuições do MPF[87]
- Reforma Política: De Borges a Dilma![88]
- Reforma política: o fim da ditadura intrapartidária. Jornal GGN[89]
- A saída para a escassez dos fertilizantes é o diálogo[90]
- O Ministério Público está ao lado da lei[78]
- O Ministério Público na linha do tempo constitucional[91]
- O Ministério Público e suas múltiplas frentes de atuação na defesa da sociedade[92]